# Łomianki Baczyńskiego
Łomianki Baczyńskiego – osiedle w mieście Łomianki w województwie mazowieckim.
Według stanu na dzień 31 grudnia 2008 roku posiada powierzchnię 15,8 ha i 1008 mieszkańców.
Obszarem osiedla jest obszar ograniczony:
- od zachodu granicą osiedla Łomianki Pawłowo wzdłuż linii równoległej do ulicy Jeziornej,
- od północy granicą sołectwa Łomianki Dolne wzdłuż drogi gruntowej bez nazwy,
- od wschodu granicą osiedla Łomianki Prochownia wzdłuż linii równoległej do ulic: K. K .Baczyńskiego i Lwowskiej biegnącej między nimi,
- od południa granicą osiedla Łomianki Majowe wzdłuż ulicy Warszawskiej.

## Ulice osiedla
- Krzysztofa Baczyńskiego
- pasaż Columbia Heights
- Warszawska